# Philips
Philips là tên gọi phổ biến nhất của Koninklijke Philips Electronics N.V. (Royal Philips Electronics), là một công ty điện tử đa quốc gia Hà Lan.
Philips là một trong những công ty điện tử lớn nhất thế giới. Trong năm 2010, doanh thu của công ty này đạt 25,42 tỉ euro. Công ty có 119.000 nhân viên tại hơn 60 quốc gia.
Philips hoạt động ở một số lĩnh vực: điện tử tiêu dùng, chiếu sáng, thiết bị y tế,...